# Parafia Dobrego Pasterza w Leigh Creek
Parafia Dobrego Pasterza w Leigh Creek – parafia rzymskokatolicka, należąca do diecezji Port Pirie, erygowana w 1954 roku.